# Jereem Richards
Jereem Richards (Point Fortin, 13 de janeiro  de 1994) é um velocista trinitino, campeão mundial no revezamento 4x400 m. Conquistou o ouro mundial em Londres 2017 e outra medalha de ouro indoor nos 400 m rasos do Campeonato Mundial de Atletismo em Pista Coberta de 2022 em Belgrado.